# Lindsay Clarke
Lindsay Clarke (Halifax, 14 agosto 1939) è uno scrittore britannico.

## Biografia
Nato ad Halifax nel 1939, vive e lavora nel Somerset.
Dopo gli studi all'Heath Grammar School e al King's College di Cambridge, ha insegnato alcuni anni in Africa, Stati Uniti e Regno Unito prima di dedicarsi alla scrittura a tempo pieno.
Dopo l'esordio nel 1987 con Sunday Whiteman, ha raggiunto una certa popolarità due anni dopo con il romanzo The Chymical Wedding incentrato sui temi dell'alchimia e premiato con il Costa Book Awards per il miglior romanzo.
Esperto di mitologia, nel 1996 è stato scrittore in residenza all'Università del Galles dove è professore associato di scrittura creativa.

## Opere

### La saga di Troia
- 2019 - A Prince of Troy
- 2004 - La guerra di Troia (The War at Troy), Milano, Sonzogno, 2004, traduzione di Ira Rubini, ISBN 88-454-1161-3.
- 2019 - The Spoils of Troy
- 2005 - Il ritorno degli eroi (The Return from Troy), Milano, Sonzogno, 2005, traduzione di Ira Rubini, ISBN 88-454-1251-2.

### Altri romanzi
- Sunday Whiteman (1987)
- The Chymical Wedding (1989)
- Alice's Masque (1994)
- Parzival and the Stone from Heaven: A Grail Romance Retold for Our Time (2001)
- The Water Theatre (2010)
- The Gist: A Celebration of the Imagination (2012)

### Poesia
- Stoker (2006)
- A Dance with Hermes (2016)

### Pamphlet
- Imagining Otherwise (2004)

### Antologie edite
- Green Man Dreaming: Reflections on Imagination, Myth, and Memory (2018)

## Premi e riconoscimenti
- Costa Book Awards: 1989 vincitore nella categoria "Miglior Romanzo" con The Chymical Wedding
- Jerwood Fiction Uncovered Prize: 2011 vincitore con The Water Theatre